# Giuseppe Nisticò
Giuseppe Nisticò, detto Pino (Cardinale, 16 marzo 1941), è un politico e farmacologo italiano, Presidente della Regione Calabria dal 1995 al 1998, già senatore e parlamentare europeo.

## Biografia
Laureato in medicina con 110 e lode presso l'Università di Napoli nel 1965 e specializzato in neuropsichiatria presso l'Università di Modena nel 1968. È stato Professore di Farmacologia a partire dal 1970 fino al 2011 dell’Università di Napoli, Londra, Messina, Catanzaro (dove è stato Preside della Facoltà di Farmacia e Prorettore dell’Università) e Roma Tor Vergata.
Dopo essere stato Commissario della Fondazione EBRI Rita Levi-Montalcini attualmente è il Direttore Generale della stessa Fondazione. È stato Direttore dell’European School for the Assessment of New Medicines dell’Università di Roma Tor Vergata e relativo Master. È stato promotore e Direttore del Comitato Scientifico e di Gestione del nuovo Corso di laurea in Farmacia (in lingua inglese) dell’Università di Roma Tor Vergata.
Autore di oltre 300 pubblicazioni scientifiche e autore o editore di oltre 20 volumi nel campo delle Neuroscienze pubblicati per lo più da prestigiose case editrici internazionali. Ha tenuto relazioni scientifiche su invito in numerose città del mondo. È stato insignito di numerosissimi premi e riconoscimenti fra cui la laurea ad honorem presso l’Università di Cordoba in Argentina ed ha ricevuto l’Award in Neurosciences presso l’Università della Louisiana. Ha ricevuto la cittadinanza ad honorem di diverse città e le chiavi della città di Buenos Aires e della città di New Orleans.
È stato rappresentante italiano nella Commissione Scientifica del Farmaco (CHMP, EMA, Londra). Inoltre, è stato il Rappresentante del Parlamento Europeo in seno al Consiglio di Amministrazione dell’Agenzia Europea del Farmaco. Nel 1994 viene eletto senatore nelle liste del Polo del Buon Governo nella circoscrizione Lazio, dove esercita la sua professione e svolge il ruolo di sottosegretario alla Sanità nel Governo Berlusconi I.
Nel 1995 si candida alle elezioni regionali in Calabria, indicato per la presidenza della Giunta regionale da uno schieramento di centrodestra, che ottiene la maggioranza dei seggi. Svolge il ruolo di Presidente della Regione fino al 1998. Nel 1999 viene eletto al Parlamento europeo per la lista di Forza Italia, dove è stato membro della Commissione per l'ambiente, la sanità pubblica e la politica dei consumatori e della Delegazione alla commissione parlamentare mista Spazio economico europeo. Rimane in carica fino al 2004.

## Pubblicazioni
1. MüLLER E.E., NISTICÒ G. & SCAPAGNINI U. (1997) Neurotransmitters and Anterior Pituitary Function. Academic Press. New York. . pp. 1–435
2. NISTICÒ G. & BOLIS L. (Eds.) (1983) Progress in Nonrnammalian Brain Research. CRC Press. Boca Raton, Florida. Vol. I pp. 1–185
3. NISTICÒ G. & BOLIS L. (Eds.) (1983) Progress in Nonmammalian Brain Research. CRC Press. Boca Raton, Florida. Vol. II pp. 1–224
4. NISTICÒ G. & BOLIS L. (Eds.) (1983) Progress in Nonmammalian Brain Research. CRC Press. Boca Raton, Florida. Vol. III pp. 1–245
5. NISTICÒ G., DI PERRI R. & MEINARDI H. (Eds.) (1983) Epilepsy, an Update on Research and Therapy. Alan Liss Inc. New York. pp. 1–381
6. NISTICÒ G., MASTROENI P. & PITZURRA M. (Eds.) (1985) Seventh Intemational Conference on Tetanus. Gangemi PubI. Co. pp. 1–563
7. NISTICÒ G., MORSELLI P.L., LLOYD K.G., FARIELLO R.G., & ENGEL J., (Eds.) (1985) Neurotransmitters, Seizures and Epilepsy III. Raven Press. New York. pp. 1–505
8. NISTICÒ G. (1986) Farmacologia della Comunicazione Sinaptica. Pythagora Press. Roma-Milano. pp. 1–343
9. GESSA G.L. & NISTICÒ G., (EDS.) (1987) Endorfine. Collana di Neuroscienze. Pythagora Press. Roma-Milano. VoI. I. pp. 1–246
10. MüLLER E.E. & NISTICÒ G. (1989) Brain Messengers and the Pituitary, Academic Press. New York, pp. 1–711
11. CALIÒ R. & NISTICÒ G. (Eds.) (1989) Antiviral Drugs. Basic and Therapeutic Aspects. Pythagora Press. Roma-Milano, pp. 1–220
12. VANE J.R., HIGGS A.E., MARSICO S.A. & NISTICÒ G. (Eds.) (1989) Asthma. Basic Mechanism and Therapeutic Perspectives. Pythagora Press Roma-Milano, pp. 1–252
13. HADDEN J.W., MASEK K. & NISTICÒ G. (Eds.) (1989) Interactions among Centrai Nervous System, Neuroendocrine and Immune System. Pythagora Press Roma-Milano, pp. 1–464
14. NISTICÒ G., BIZZINI B., BYTCHENKO B. & TRIAU R. (Eds.) (1989) Eighth International Conference on Tetanus. Pythagora Press Roma-Milano, pp 1–655
15. NISTICÒ G. (1990) Neuropsicofarmacologia Sperimentale e Clinica. Pythagora Press Roma-Milano, pp 1–745
16. PLACIDI G.F., DELL'OSSO L., NISTICÒ G. & AK1SKAL H.S. (Eds.) (1993) Recurrent Mood Disorders. Springer-Verlag, Berlin, pp. 1–304
17. MONCADA S., NISTICÒ G. & HlGGS A.E. (Eds.) (1993) Nitric Oxide: Brain and Immune System. Portland Press London, pp. 1–293
18. MARCHESE G.N., Nisticò G. Prima e dopo la scoperta dell’America. Pitagora, Colombo, Campanella, Edizioni Abete, Roma 1993
19. BAGETTA G., PULVIRENTI L., NISTICò G. (Eds.) Farmacologia dei Calcio Antagonisti, Pythagora Press, Milano 1994, pp. 1–210
20. GIROLAMI P., TÀBORICOVÀ H., Nisticò G. (Eds.) In Memory of Sir Henry Dale, Acc. Rom. Sci. Med. Biol., Roma 1994
21. MARCHESE N.G., Nisticò G. From Pythagoras to Cristofer Columbus: the Discovery of America, Tipografia Chiandetti, Udine 1994
22. MONCADA S., Nisticò G., BAGETTA G., HIGGS A.E. (Eds.) Nitric oxide and the Cell, Portland Press, London 1998, pp. 1–305
23. NISTICÒ G., MARZANO A., BUTTIGLIONE R. (Eds.) Meridione, la Grande Occasione, Rubbettino (CZ) 2001
24. NISTICÒ G.. Attività svolta al Parlamento Europeo (1999-2004), Tip. Rinascimento, Roma 2004
25. NISTICÒ G.., MARCHESE N.G. Dalla Magia alla Medicina Sperimentale, Spirali Editore, Milano 2004
26. NISTICÒ G.., MARCHESE N.G. Da Pitagora a Colombo. Il Sogno dell’America, Spirali Editore, Milano 2006
27. NISTICÒ G.. Cioccolato e piacere, Spirali Editore, Milano 2008
28. NISTICÒ G.., McGIFF J., BORN G. (Eds.) In Memory of Sir John Vane, Exòrma, Roma 2008
29. NISTICÒ G.., PAPALUCA AMATI M., BRASSEUR D. (Eds.) Challenges in New Advanced Therapies, Exòrma, Roma 2008
30. NISTICÒ G.DEL SIGNORE S., SALMONSON T. (Eds.) Clinical Trials in Brain Diseases in Elderly Patients, Exòrma, Roma 2009
31. NEGRI L., MELCHIORRI P., HÖKFELT T., NISTICÒ G.. In Memory of Vittorio Erspamer, Exòrma, Roma 2009
32. NISTICÒ G., ROTIROTI D, DE SARRO G.B. and MOLLACE V.1970-2010: Forty Years of Advances in Pharmacology, Exòrma, Roma 2010
33. PEPEU G.C., MUGELLI A., MORONI F and NISTICO’ G. In Memory of Alberto Giotti, Exòrma, Roma, 2011.
34. NISTICO’ G. My Last Seven Years at Tor Vergata, Exòrma, Roma, 2011.